# دریاچه پرسی پریست

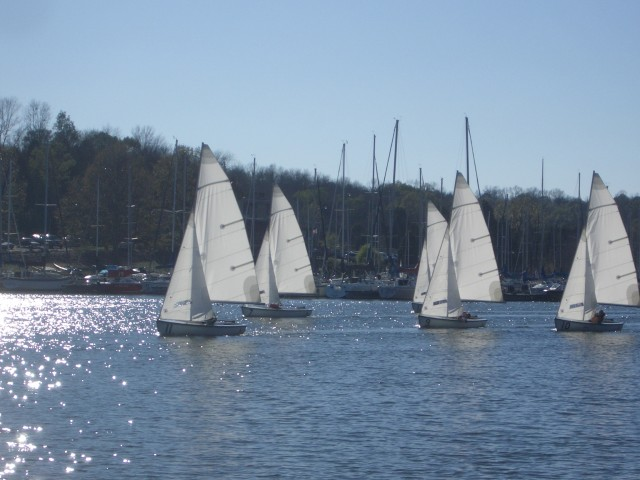
باشگاه قایقرانی Vanderbilt که از دریاچه پرسی پریست لذت می‌برد

دریاچه پرسی پریست (به انگلیسی: Percy Priest Lake) یک سد در شمال قسمت مرکزی تنسی است. این سد توسط جی. پرسی پریست واقع شده‌است که در فاصله مایل‌های شش تا هفت رودخانه استونز واقع شده‌است. این سد (به راحتی از بزرگراه میان‌ایالتی ۴۰ ۱۰ مایل (۱۶ کیلومتر)) واقع شده‌است شرق مرکز شهر نشویل، تنسی و یک دریاچه ۴۲ مایل (۶۸ کیلومتر) طول این دریاچه و سد برای پرسی پریست کنگره ایالات متحده آمریکا انتخاب شده‌است.
این دریاچه بخش‌هایی از شهرستان دیویدسن، تنسی،رادرفورد و شهرستان ویلسون را شامل می‌شود و از ۱۴٬۲۰۰ جریب فرنگی (۵٬۷۰۰ هکتار) آب در ارتفاع استخر تابستانی ۴۹۰ فوت (۱۵۰ متر) بالاتر از سطح متوسط دریا. ۱۸٬۸۵۴ جریب فرنگی (۷٬۶۳۰ هکتار)) احاطه شده‌است از اراضی عمومی؛ ۱۰٬۰۰۰ جریب فرنگی (۴٬۰۰۰ هکتار) به مدیریت حیات وحش اختصاص داده شده‌است.

## منابع

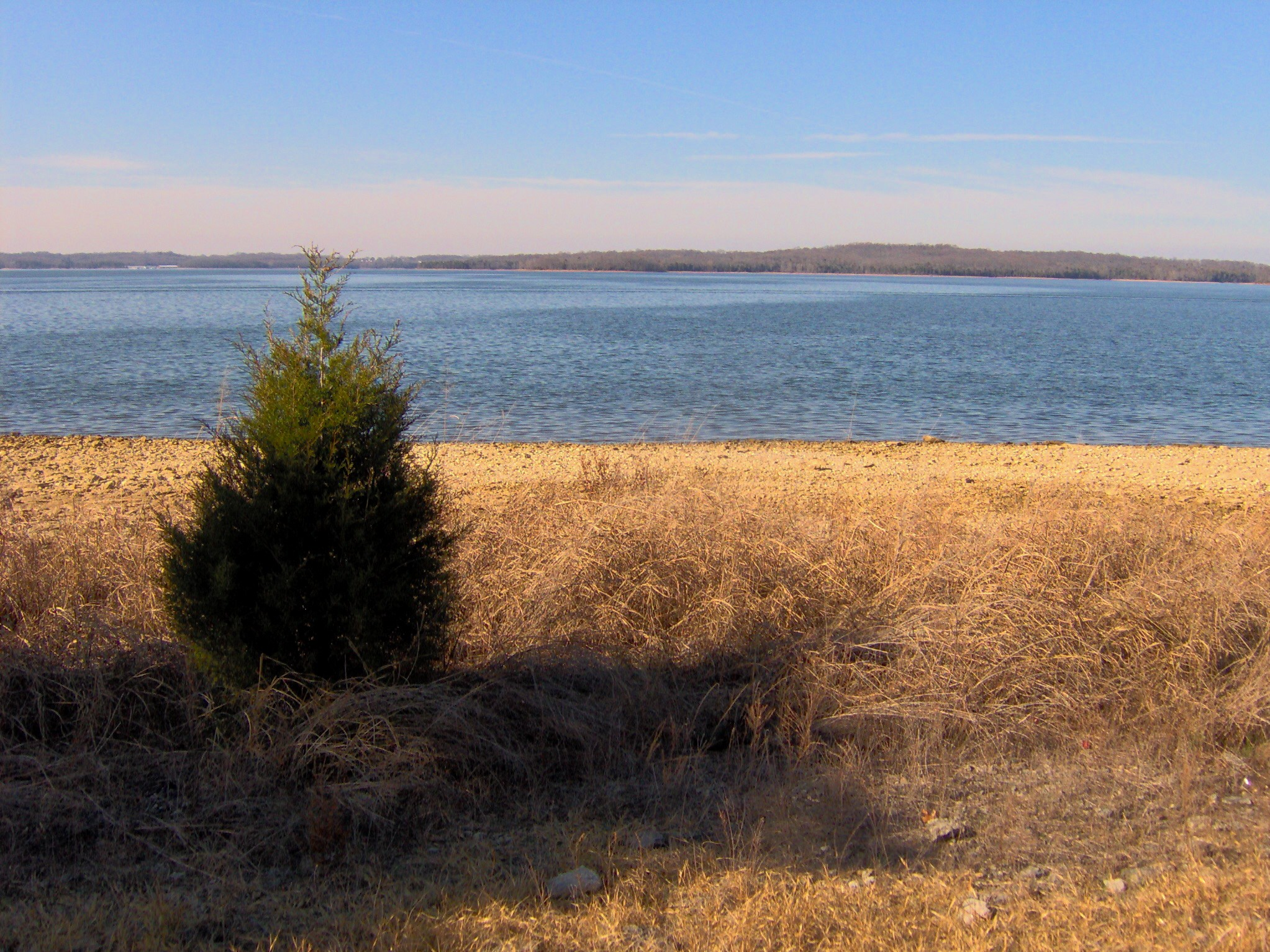
اسقاط J. Percy Priest Lake از رودخانه استونز در نزدیکی نشویل درست در کنار مسیر داوطلبانه، در نزدیکی بخش بیکرز گراو